# Macchi C.205
O Macchi C.205 Veltro (em italiano: galgo) foi um caça italiano utilizado durante e depois da Segunda Guerra Mundial, fabricado pela Macchi. 

## História operacional
Juntamente com o Reggiane Re.2005 e o Fiat G.55, o Macchi C.205 foi um dos caças italianos da "Série 5", construídos com o potente motor Daimler-Benz DB 605, utilizado também no Messerschmitt Bf 109, de configuração V12 e refrigeração líquida. 
O C.205 era uma evolução do Macchi C.202 Folgore. Com uma velocidade máxima ao redor de 400 mph (643 km/h) e equipado com um par de canhões de 20 mm e metralhadoras Breda de 12,7mm, o C.205 era bastante respeitado por pilotos Aliados e da Luftwaffe. Visto como o melhor caça italiano da Segunda Guerra, mostrou-se extremamente eficiente em combate, destruindo um grande número de bombardeiros Aliados e sendo capaz de enfrentar em condições de igualdade caças renomados como o P-51D Mustang. Essa capacidade encorajou até a Luftwaffe formar um grupo de caças equipado com a aeronave.